# Campionato europeo femminile di pallamano 2010
Il campionato europeo femminile di pallamano 2010 è stata la nona edizione del massimo torneo di pallamano per squadre nazionali femminili, organizzato dalla European Handball Federation (EHF). Il torneo si è disputato dal 7 al 19 dicembre 2010 in Danimarca e in Norvegia in cinque impianti e le finali si sono svolte a Herning. Vi hanno preso parte sedici rappresentative nazionali. Il torneo è stato vinto per la quinta volta, la quarta consecutiva, dalla Norvegia, che in finale ha sconfitto per 25-20 la Svezia.

## Formato
Le sedici nazionali partecipanti sono state suddivise in quattro gironi da quattro squadre ciascuno. Le prime tre classificate accedevano alla seconda fase, dove sono state suddivise in due gironi da sei squadre ciascuno: ciascuna squadra portava nella seconda fase i punti conquistati contro le altre due qualificate del proprio girone e affrontava le altre tre squadre. Le prime due classificate accedevano alle semifinali, mentre le terze partecipavano alla finale per il quinto posto. Le prime tre classificate sono qualificate al campionato mondiale 2011. La prima classificata è qualificata al torneo femminile dei Giochi della XXX Olimpiade.

## Impianti
Il torneo viene disputato in cinque sedi, tre in Danimarca, Aalborg, Aarhus ed Herning, e due in Norvegia, Larvik e Lillehammer.
| Aalborg          | Aarhus                                    | Herning                                   |
| ---------------- | ----------------------------------------- | ----------------------------------------- |
| Gigantium        | NRGi Park                                 | Jyske Bank Boxen                          |
| Capacità: 7 600  | Capacità: 4 740                           | Capacità: 15 000                          |
|                  |                                           |                                           |
| Larvik           | Aalborg Aarhus Herning Larvik Lillehammer | Aalborg Aarhus Herning Larvik Lillehammer |
| Arena Larvik     | Aalborg Aarhus Herning Larvik Lillehammer | Aalborg Aarhus Herning Larvik Lillehammer |
| Capacità: 4 000  | Aalborg Aarhus Herning Larvik Lillehammer | Aalborg Aarhus Herning Larvik Lillehammer |
| Lillehammer      | Aalborg Aarhus Herning Larvik Lillehammer | Aalborg Aarhus Herning Larvik Lillehammer |
| Håkons Hall      | Aalborg Aarhus Herning Larvik Lillehammer | Aalborg Aarhus Herning Larvik Lillehammer |
| Capacità: 11 500 | Aalborg Aarhus Herning Larvik Lillehammer | Aalborg Aarhus Herning Larvik Lillehammer |
|                  | Aalborg Aarhus Herning Larvik Lillehammer | Aalborg Aarhus Herning Larvik Lillehammer |

## Qualificazioni
Le qualificazioni al campionato europeo si sono sviluppate su due fasi e vi hanno preso parte 29 squadre nazionali, eccetto la Danimarca e la Norvegia ammesse direttamente alla fase finale in qualità di Paesi ospitanti. Alla prima fase hanno preso parte 2 squadre nazionali, che si sono affrontate in play-off e la vincente veniva ammessa alla seconda fase. Le 28 squadre partecipanti alla seconda fase sono state divise in sette gironi da quattro squadre ciascuno, dove ogni squadra affrontava le altre in partite di andata e ritorno. Le prime due classificate in ciascun girone venivano ammesse alla fase finale.

## Squadre partecipanti
| Pr. | Squadra     | Qualificata come                            | Precedenti partecipazioni                          |
| --- | ----------- | ------------------------------------------- | -------------------------------------------------- |
| 1   | Danimarca   | Nazione co-organizzatrice della fase finale | 8 (1994, 1996, 1998, 2000, 2002, 2004, 2006, 2008) |
| 2   | Norvegia    | Nazione co-organizzatrice della fase finale | 8 (1994, 1996, 1998, 2000, 2002, 2004, 2006, 2008) |
| 3   | Ucraina     | Vincente girone 1 di qualificazione         | 8 (1994, 1996, 1998, 2000, 2002, 2004, 2006, 2008) |
| 4   | Romania     | Seconda girone 1 di qualificazione          | 7 (1994, 1996, 1998, 2000, 2002, 2004, 2008)       |
| 5   | Ungheria    | Vincente girone 2 di qualificazione         | 8 (1994, 1996, 1998, 2000, 2002, 2004, 2006, 2008) |
| 6   | Svezia      | Seconda girone 2 di qualificazione          | 6 (1994, 1996, 2002, 2004, 2006, 2008)             |
| 7   | Francia     | Vincente girone 3 di qualificazione         | 5 (2000, 2002, 2004, 2006, 2008)                   |
| 8   | Islanda     | Seconda girone 3 di qualificazione          | 0                                                  |
| 9   | Germania    | Vincente girone 4 di qualificazione         | 8 (1994, 1996, 1998, 2000, 2002, 2004, 2006, 2008) |
| 10  | Slovenia    | Seconda girone 4 di qualificazione          | 3 (2002, 2004, 2006)                               |
| 11  | Spagna      | Vincente girone 5 di qualificazione         | 5 (1998, 2002, 2004, 2006, 2008)                   |
| 12  | Serbia      | Seconda girone 5 di qualificazione          | 5 (2000, 2002, 2004, 2006, 2008)                   |
| 13  | Montenegro  | Vincente girone 6 di qualificazione         | 0                                                  |
| 14  | Russia      | Seconda girone 6 di qualificazione          | 8 (1994, 1996, 1998, 2000, 2002, 2004, 2006, 2008) |
| 15  | Croazia     | Vincente girone 7 di qualificazione         | 5 (1994, 1996, 2004, 2006, 2008)                   |
| 16  | Paesi Bassi | Seconda girone 7 di qualificazione          | 3 (1998, 2002, 2006)                               |

## Turno preliminare

### Gruppo A

#### Classifica finale
| Pos. | Squadra   | Pt | G | V | N | P | GF | GS | DR  |
| ---- | --------- | -- | - | - | - | - | -- | -- | --- |
| 1.   | Danimarca | 6  | 3 | 3 | 0 | 0 | 72 | 61 | +11 |
| 2.   | Romania   | 4  | 3 | 2 | 0 | 1 | 92 | 79 | +13 |
| 3.   | Spagna    | 2  | 3 | 1 | 0 | 2 | 71 | 75 | -4  |
| 4.   | Serbia    | 0  | 3 | 0 | 0 | 3 | 71 | 91 | -20 |

#### Risultati
| Aalborg 7 dicembre 2010, ore 18:15 UTC+1 | Spagna | 26 – 30 (10-15) referto | Romania | Gigantium |

| Aalborg 7 dicembre 2010, ore 20:45 UTC+1 | Danimarca | 25 – 20 (14-6) referto | Serbia | Gigantium |

| Aalborg 9 dicembre 2010, ore 18:45 UTC+1 | Serbia | 23 – 26 (9-14) referto | Spagna | Gigantium |

| Aalborg 9 dicembre 2010, ore 20:45 UTC+1 | Romania | 22 – 25 (15-14) referto | Danimarca | Gigantium |

| Aalborg 11 dicembre 2010, ore 18:45 UTC+1 | Romania | 40 – 28 (20-14) referto | Serbia | Gigantium |

| Aalborg 11 dicembre 2010, ore 20:45 UTC+1 | Spagna | 19 – 22 (9-12) referto | Danimarca | Gigantium |

### Gruppo B

#### Classifica finale
| Pos. | Squadra    | Pt | G | V | N | P | GF | GS | DR  |
| ---- | ---------- | -- | - | - | - | - | -- | -- | --- |
| 1.   | Russia     | 4  | 3 | 2 | 0 | 1 | 82 | 69 | +13 |
| 2.   | Montenegro | 4  | 3 | 2 | 0 | 1 | 78 | 74 | +4  |
| 3.   | Croazia    | 4  | 3 | 2 | 0 | 1 | 88 | 83 | -17 |
| 4.   | Islanda    | 0  | 3 | 0 | 0 | 3 | 69 | 91 | -22 |

#### Risultati
| Aarhus 7 dicembre 2010, ore 18:15 UTC+1 | Montenegro | 24 – 22 (10-15) referto | Russia | NRGi Park |

| Aarhus 7 dicembre 2010, ore 20:15 UTC+1 | Croazia | 35 – 25 (19-12) referto | Islanda | NRGi Park |

| Aarhus 9 dicembre 2010, ore 18:15 UTC+1 | Islanda | 23 – 26 (10-14) referto | Montenegro | NRGi Park |

| Aarhus 9 dicembre 2010, ore 20:15 UTC+1 | Russia | 30 – 24 (16-11) referto | Croazia | NRGi Park |

| Aarhus 11 dicembre 2010, ore 18:15 UTC+1 | Russia | 30 – 21 (16-9) referto | Islanda | NRGi Park |

| Aarhus 11 dicembre 2010, ore 20:15 UTC+1 | Montenegro | 28 – 29 (12-13) referto | Croazia | NRGi Park |

### Gruppo C

#### Classifica finale
| Pos. | Squadra     | Pt | G | V | N | P | GF | GS | DR  |
| ---- | ----------- | -- | - | - | - | - | -- | -- | --- |
| 1.   | Svezia      | 6  | 3 | 3 | 0 | 0 | 85 | 68 | +17 |
| 2.   | Paesi Bassi | 2  | 3 | 1 | 0 | 2 | 70 | 68 | +2  |
| 3.   | Ucraina     | 2  | 3 | 1 | 0 | 2 | 71 | 81 | -10 |
| 4.   | Germania    | 2  | 3 | 1 | 0 | 2 | 78 | 87 | -9  |

#### Risultati
| Larvik 7 dicembre 2010, ore 17:15 UTC+1 | Germania | 25 – 27 (14-12) referto | Svezia | Arena Larvik |

| Larvik 7 dicembre 2010, ore 19:45 UTC+1 | Ucraina | 13 – 25 (8-13) referto | Paesi Bassi | Arena Larvik |

| Larvik 8 dicembre 2010, ore 17:45 UTC+1 | Svezia | 33 – 25 (18-15) referto | Ucraina | Arena Larvik |

| Larvik 8 dicembre 2010, ore 19:45 UTC+1 | Paesi Bassi | 27 – 30 (18-17) referto | Germania | Arena Larvik |

| Larvik 11 dicembre 2010, ore 17:45 UTC+1 | Svezia | 25 – 18 (14-6) referto | Paesi Bassi | Arena Larvik |

| Larvik 11 dicembre 2010, ore 19:45 UTC+1 | Germania | 23 – 33 (10-15) referto | Ucraina | Arena Larvik |

### Gruppo D

#### Classifica finale
| Pos. | Squadra  | Pt | G | V | N | P | GF | GS | DR  |
| ---- | -------- | -- | - | - | - | - | -- | -- | --- |
| 1.   | Norvegia | 6  | 3 | 3 | 0 | 0 | 99 | 51 | +48 |
| 2.   | Ungheria | 4  | 3 | 2 | 0 | 1 | 62 | 71 | -9  |
| 3.   | Francia  | 2  | 3 | 2 | 0 | 1 | 69 | 73 | -4  |
| 4.   | Slovenia | 0  | 3 | 0 | 0 | 3 | 54 | 89 | -35 |

#### Risultati
| Lillehammer 7 dicembre 2010, ore 18:15 UTC+1 | Ungheria | 28 – 19 (16-10) referto | Slovenia | Håkons Hall |

| Lillehammer 7 dicembre 2010, ore 20:15 UTC+1 | Norvegia | 33 – 22 (19-10) referto | Francia | Håkons Hall |

| Lillehammer 8 dicembre 2010, ore 18:15 UTC+1 | Francia | 18 – 21 (7-12) referto | Ungheria | Håkons Hall |

| Lillehammer 8 dicembre 2010, ore 20:15 UTC+1 | Slovenia | 16 – 32 (6-19) referto | Norvegia | Håkons Hall |

| Lillehammer 11 dicembre 2010, ore 18:15 UTC+1 | Francia | 29 – 19 (15-9) referto | Slovenia | Håkons Hall |

| Lillehammer 11 dicembre 2010, ore 20:15 UTC+1 | Norvegia | 34 – 13 (19-7) referto | Ungheria | Håkons Hall |

## Turno principale

### Gruppo I

#### Classifica finale
| Pos. | Squadra    | Pt | G | V | N | P | GF  | GS  | DR  |
| ---- | ---------- | -- | - | - | - | - | --- | --- | --- |
| 1.   | Danimarca  | 8  | 5 | 4 | 0 | 1 | 133 | 110 | +23 |
| 2.   | Romania    | 6  | 5 | 3 | 0 | 2 | 126 | 129 | -3  |
| 3.   | Montenegro | 6  | 5 | 3 | 0 | 2 | 125 | 123 | +2  |
| 4.   | Russia     | 4  | 5 | 2 | 0 | 3 | 129 | 124 | +5  |
| 5.   | Croazia    | 4  | 5 | 2 | 0 | 3 | 117 | 142 | -25 |
| 6.   | Spagna     | 2  | 5 | 1 | 0 | 4 | 117 | 119 | -2  |

#### Risultati
| Herning 13 dicembre 2010, ore 16:45 UTC+1 | Spagna | 20 – 22 (12-12) referto | Montenegro | Jyske Bank Boxen |

| Herning 13 dicembre 2010, ore 18:45 UTC+1 | Romania | 31 – 22 (14-12) referto | Croazia | Jyske Bank Boxen |

| Herning 13 dicembre 2010, ore 20:45 UTC+1 | Danimarca | 26 – 20 (11-10) referto | Russia | Jyske Bank Boxen |

| Herning 14 dicembre 2010, ore 16:45 UTC+1 | Romania | 23 – 21 (13-12) referto | Montenegro | Jyske Bank Boxen |

| Herning 14 dicembre 2010, ore 18:45 UTC+1 | Spagna | 30 – 22 (16-12) referto | Russia | Jyske Bank Boxen |

| Herning 14 dicembre 2010, ore 20:45 UTC+1 | Danimarca | 31 – 19 (16-10) referto | Croazia | Jyske Bank Boxen |

| Herning 16 dicembre 2010, ore 16:45 UTC+1 | Romania | 20 – 35 (10-19) referto | Russia | Jyske Bank Boxen |

| Herning 16 dicembre 2010, ore 18:45 UTC+1 | Spagna | 22 – 23 (10-11) referto | Croazia | Jyske Bank Boxen |

| Herning 16 dicembre 2010, ore 20:45 UTC+1 | Danimarca | 29 – 30 (18-14) referto | Montenegro | Jyske Bank Boxen |

### Gruppo II

#### Classifica finale
| Pos. | Squadra     | Pt | G | V | N | P | GF  | GS  | DR  |
| ---- | ----------- | -- | - | - | - | - | --- | --- | --- |
| 1.   | Svezia      | 8  | 5 | 4 | 0 | 1 | 127 | 103 | +24 |
| 2.   | Norvegia    | 8  | 5 | 4 | 0 | 1 | 153 | 91  | +62 |
| 3.   | Francia     | 6  | 5 | 3 | 0 | 2 | 116 | 115 | +1  |
| 4.   | Paesi Bassi | 4  | 5 | 2 | 0 | 3 | 104 | 115 | -11 |
| 5.   | Ungheria    | 4  | 5 | 2 | 0 | 3 | 98  | 128 | -30 |
| 6.   | Ucraina     | 0  | 5 | 0 | 0 | 5 | 101 | 147 | -46 |

#### Risultati
| Lillehammer 12 dicembre 2010, ore 16:15 UTC+1 | Paesi Bassi | 21 – 23 (10-13) referto | Francia | Håkons Hall |

| Lillehammer 12 dicembre 2010, ore 18:15 UTC+1 | Ucraina | 25 – 26 (12-14) referto | Ungheria | Håkons Hall |

| Lillehammer 12 dicembre 2010, ore 20:15 UTC+1 | Svezia | 24 – 19 (13-6) referto | Norvegia | Håkons Hall |

| Lillehammer 14 dicembre 2010, ore 16:15 UTC+1 | Paesi Bassi | 27 – 19 (15-10) referto | Ungheria | Håkons Hall |

| Lillehammer 14 dicembre 2010, ore 18:15 UTC+1 | Svezia | 21 – 22 (9-11) referto | Francia | Håkons Hall |

| Lillehammer 14 dicembre 2010, ore 20:15 UTC+1 | Ucraina | 19 – 32 (6-13) referto | Norvegia | Håkons Hall |

| Lillehammer 15 dicembre 2010, ore 16:15 UTC+1 | Ucraina | 19 – 31 (13-16) referto | Francia | Håkons Hall |

| Lillehammer 15 dicembre 2010, ore 18:15 UTC+1 | Svezia | 24 – 19 (10-12) referto | Ungheria | Håkons Hall |

| Lillehammer 15 dicembre 2010, ore 20:15 UTC+1 | Paesi Bassi | 13 – 35 (9-18) referto | Norvegia | Håkons Hall |

## Fase a eliminazione diretta

### Tabellone
|  | Semifinali | Semifinali | Semifinali |        |          | Finale          | Finale          | Finale          |  |
|  |            |            |            |        |          |                 |                 |                 |  |
|  | Danimarca  | Danimarca  | 19         |        |          |                 |                 |                 |  |
|  | Danimarca  | Danimarca  | 19         |        |          |                 |                 |                 |  |
|  | Norvegia   | Norvegia   | 29         |        |          |                 |                 |                 |  |
|  | Norvegia   | Norvegia   | 29         |        | Norvegia | Norvegia        | 25              |                 |  |
|  |            |            |            |        | Norvegia | Norvegia        | 25              |                 |  |
|  |            |            | Svezia     | Svezia | 20       |                 |                 |                 |  |
|  | Romania    | Romania    | Svezia     | Svezia | 20       | 23              |                 |                 |  |
|  | Romania    | Romania    |            |        |          | 23              |                 |                 |  |
|  | Svezia     | Svezia     | 25         |        |          | Finale 3º posto | Finale 3º posto | Finale 3º posto |  |
|  | Svezia     | Svezia     | 25         |        |          |                 |                 |                 |  |
|  |            |            |            |        |          |                 |                 |                 |  |
|  |            |            |            |        |          | Danimarca       | Danimarca       | 15              |  |
|  |            |            |            |        |          | Danimarca       | Danimarca       | 15              |  |
|  |            |            |            |        |          | Romania         | Romania         | 16              |  |

### Semifinali
| Herning 18 dicembre 2010, ore 14:30 UTC+1 | Romania | 23 – 25 (13-14) referto | Svezia | Jyske Bank Boxen (9 600 spett.) |

| Herning 18 dicembre 2010, ore 17:00 UTC+1 | Danimarca | 19 – 29 (10-14) referto | Norvegia | Jyske Bank Boxen (11 411 spett.) |

### Finale 5º posto
| Herning 18 dicembre 2010, ore 11:30 UTC+1 | Montenegro | 19 – 23 (5-12) referto | Francia | Jyske Bank Boxen (3 320 spett.) |

### Finale 3º posto
| Herning 19 dicembre 2010, ore 14:30 UTC+1 | Danimarca | 15 – 16 (7-9) referto | Romania | Jyske Bank Boxen (11 004 spett.) |

### Finale
| Herning 19 dicembre 2010, ore 17:00 UTC+1 | Norvegia | 25 – 20 (10-11) referto | Svezia | Jyske Bank Boxen (11 004 spett.) |

## Classifica finale
| Pos.    | Nazione     |
| ------- | ----------- |
| Oro     | Norvegia    |
| Argento | Svezia      |
| Bronzo  | Romania     |
| 4       | Danimarca   |
| 5       | Francia     |
| 6       | Montenegro  |
| 7       | Russia      |
| 8       | Paesi Bassi |
| 9       | Croazia     |
| 10      | Ungheria    |
| 11      | Spagna      |
| 12      | Ucraina     |
| 13      | Germania    |
| 14      | Serbia      |
| 15      | Islanda     |
| 16      | Slovenia    |

|  | Qualificata ai campionato mondiale 2011 e ai Giochi della XXX Olimpiade |
|  | Qualificata al campionato mondiale 2011                                 |

## Statistiche

### Classifica marcatrici
Fonte:.
| Pos. | Nome              | Nazionale   | Reti |
| ---- | ----------------- | ----------- | ---- |
| 1    | Cristina Neagu    | Romania     | 53   |
| 2    | Linnea Torstenson | Svezia      | 48   |
| 3    | Bojana Popović    | Montenegro  | 46   |
| 4    | Heidi Løke        | Norvegia    | 40   |
| 5    | Isabelle Gulldén  | Svezia      | 36   |
| 5    | Maura Visser      | Paesi Bassi | 36   |
| 7    | Zita Szucsánszki  | Ungheria    | 34   |
| 8    | Marija Jovanović  | Montenegro  | 31   |
| 8    | Andrea Penezić    | Croazia     | 31   |
| 10   | Ionela Stanca     | Romania     | 28   |

## Premi individuali
Migliori giocatrici del torneo.
| Ruolo               | Giocatrice              |
| ------------------- | ----------------------- |
| Migliore giocatrice | Linnea Torstenson       |
| Migliore difensore  | Johanna Wiberg          |
| Portiere            | Katrine Lunde Haraldsen |
| Ala sinistra        | Mie Augustesen          |
| Terzino sinistro    | Cristina Neagu          |
| Centrale            | Gro Hammerseng          |
| Terzino destro      | Nerea Pena              |
| Ala destra          | Maibritt Kviesgaard     |
| Pivot               | Heidi Løke              |